# Time Pilot
Time Pilot est un jeu vidéo de type shoot 'em up développé par Konami et édité par Centuri sorti en 1982 durant l'Âge d'or des jeux d'arcade puis sur Atari 2600, MSX, ColecoVision, Nintendo DS & Xbox Live Arcade en 2006. Il est présent dans la compilation Konami Collector's Series: Arcade Advanced (en) sur Game Boy Advance. Le jeu est créé par Yoshiki Okamoto. Le jeu est classé dans le top 100 all-the time dans "KLOV". Il a pour suite Time Pilot '84.

## Synopsis
En l'année 1910, vous devez abattre des avions ennemis et récupérer des parachutistes en vol. Une fois un certain nombre d'ennemis abattus, un vaisseau-amiral apparaît. Une fois celui-ci détruit, vous accédez à l'étape suivante du jeu : votre avion change d'époque et, donc, d'ennemis.

## Système de jeu
C'est un shoot 'em up multidirectionnel.
Les ennemis sont différents suivant l'époque :
1. 1910 : biplans et dirigeables
2. 1940 : WWII monoplans et B-25
3. 1970 : hélicoptères et Boeing CH-47 Chinook
4. 1982 : (Konami version) / 1983 (Centuri version) : jets & Boeing B-52 Stratofortress
5. 2001 : Vaisseau spatial (UFO)

## Accueil
Au Japon, Time Pilot est le cinquième jeu d'arcade le plus profitable de l'année 1982 selon le magazine Game Machine.